# Roger Mehl
Pour les articles homonymes, voir Mehl.
Roger Adolphe Mehl, né le 10 mai 1912 à Relanges (Vosges) et mort le 7 mars 1997 à Strasbourg, est un théologien et sociologue protestant français. Il est professeur à la faculté de théologie protestante de Strasbourg de 1945 à 1981 et fonde le Centre de sociologie du protestantisme au sein de l'université de Strasbourg.

## Biographie
Agrégé de philosophie en 1935, Roger Mehl enseigne au Gymnase protestant de Strasbourg. Pendant la Seconde Guerre mondiale, son service en tant qu'officier interprète à l'état-major de la 8e armée le conduit à devenir professeur au lycée Thiers de Marseille en 1940, où il a comme étudiant Jean Delumeau.  
Il poursuit ses études à la faculté de théologie protestante de Strasbourg, alors repliée à Clermont-Ferrand, où il obtient une licence en théologie en 1942. Il est nommé pasteur de l'Église réformée de France à Alès (1944-1945), puis est ordonné pasteur de l'Église protestante réformée d'Alsace et de Lorraine en 1947. Il soutient en 1945 sa thèse de doctorat de 3e cycle, intitulée La Condition du philosophe chrétien et est nommé maître de conférences en philosophie de la religion à l'université de Strasbourg, puis à partir de 1949, il enseigne l’éthique. Il soutient en 1956 une thèse de doctorat d’État, intitulée « De l’Autorité des valeurs. Essai d’éthique chrétienne ». En 1956, il est nommé professeur, titulaire de la chaire d'éthique qu'il occupe jusqu'à sa retraite académique en 1981. Roger Mehl a exercé à deux reprises les fonctions de doyen de la faculté de théologie (1967-1969 et 1976-1979). 
Son nom est particulièrement attaché à la sociologie religieuse : il introduit cet enseignement en 1964 à la faculté de théologie strasbourgeoise, puis contribue à la création du Centre de sociologie du protestantisme en 1969, devenu depuis le Centre de sociologie des religions et d'éthique sociale (CSRES). 
Roger Mehl exerce également des responsabilités ecclésiastiques, tant à l'échelle locale, au sein de la paroisse réformée Saint-Paul de Strasbourg, qu'au plan national, en tant que membre du conseil de la Fédération protestante de France, dont il présida notamment la Commission des études œcuméniques (1955-1967). c'est à cette époque qu'il se lia d'amitié avec le pasteur Marc Boegner, auquel il consacra un livre d'hommage, Une humble grandeur, pour lequel il reçoit le prix Broquette-Gonin (littérature), décerné par l'Académie française. Œcuméniste convaincu, il s'intéressa de près aux confrontations catholico-protestantes et devint membre du comité central du Conseil œcuménique des Églises (1968).
Roger Mehl est rédacteur en chef (1946), puis directeur (1971), de la Revue d'histoire et de philosophie religieuses. Sous son impulsion, l’association des publications de la faculté de théologie protestante de Strasbourg est créée, qui édite encore aujourd’hui la revue. Il publie des chroniques dans l'hebdomadaire protestant Réforme et couvre l'actualité protestante dans Le Monde.

## Hommages et distinctions
Roger Mehl est docteur honoris causa des universités de Glasgow, Bâle et Zurich, membre correspondant de l'Académie des sciences morales et politiques, officier de la Légion d'honneur et de l'ordre national du Mérite, ainsi que commandeur des Palmes académiques.

## Famille
Le 16 juillet 1938, il épouse Herrade Koehnlein, titulaire d'une maîtrise de théologie et l'une des premières femmes pasteurs en France. Celle-ci, en conformité avec la discipline ecclésiastique qui, à l'époque, interdisait le ministère pastoral aux femmes mariées, quitte son activité pastorale au moment de son mariage et devient professeure d'enseignement religieux en lycée. Membre du mouvement Jeunes Femmes et de la commission des ministères de l'Église réformée de France, elle est l'auteure de plusieurs ouvrages et articles.

## Pensée
Roger Mehl a été profondément marqué par la pensée théologique de Karl Barth, qui revient à l'autorité de la parole biblique dans la lignée des grands Réformateurs et qui s'oppose à une théologie de l'expérience psychologique et morale. Sa pensée n'en est pas moins originale par son rapprochement entre théologie et philosophie et par sa volonté de s'orienter vers les valeurs éthiques de la société et donc vers la sociologie. Il fut l'un des premiers à proposer une véritable démarche sociologique en France concernant le protestantisme et à la faire accepter, en mettant en évidence également les différences avec la sociologie du catholicisme (religion majoritaire en France). Ainsi, il s'attacha à montrer que la participation au culte dominical n'est pas particulièrement un indicateur de la vitalité religieuse en ce qui concerne le protestantisme, et qu'il faut plutôt considérer le « degré d'intégration dans la vie paroissiale ». 
Avec d'autres intellectuels, comme Jacques Ellul, André Dumas ou Jean Baubérot, Roger Mehl diagnostique une crise d'identité d'un protestantisme qui se serait trop bien assimilé à la société française et qui tendrait par conséquent à disparaître. En effet, ses valeurs (refus du dogmatisme, respect des minorités, laïcité, engagement social) font partie du patrimoine commun, même si elles sont toujours à défendre, car pour lui le message de la Réforme n'est pas qu'une forme atténuée de dogmatisme et de cléricalisme catholiques. 

## Publications
- La Condition du philosophe chrétien, Paris, Delachaux et Niestlé, 1947 - (écrit pour obtenir le grade de licencié)
- De l'autorité des valeurs. Essai d'éthique chrétienne, Paris, PUF, 1956 - (thèse)
- Le Vieillissement et la mort, Paris, PUF, 1956
- Du catholicisme romain. Approche et interprétation, Genève, Labor et Fides, 1957
- Explication de la Confession de foi de La Rochelle, Paris, [Libr. protestante], 1959
- Décolonisation et missions protestantes, Paris, Société des missions évangéliques de Paris, 1964
- Traité de Sociologie du Protestantisme, Genève, Labor et Fides, 1966
- La Théologie protestante, Paris, PUF, coll. « Que sais-je ? », no 1230, 1966[12]
- Société et amour, problèmes éthiques de la vie familiale, Genève, Labor et Fides, 1967
- Pour une éthique sociale chrétienne, Paris, Delachaux et Niestlé, 1967
- « Éthique catholique et éthique protestante », dans Cahiers Théologiques, n°61, Paris, Éditions Delachaux et Niestlé, 1970
- Les Attitudes morales, Paris, PUF, 1971
- Les Pouvoirs de l'homme, Lausanne, Éditions l'Âge d'homme, 1975
- Le Catholicisme français dans la société actuelle, Paris, Le Centurion, 1977
- Vie intérieure et transcendance de Dieu, Paris, Éditions du Cerf, 1980
- Le Protestantisme français dans la société actuelle, Genève, Labor et Fides, 1982
- Essai sur la fidélité, Paris, PUF, 1984
- Le Prix de l'unité, Genève, Centre Protestant d'Études, 1984
- Le Pasteur Marc Boegner (1881-1970). Une humble grandeur, Paris, Plon, 1988, (prix Broquette-Gonin (littérature) 1988).

### En collaboration
- Hommage et reconnaissance à Karl Barth, Genève, Labor et Fides, 1946
- (Chapitre d'ouvrage) « Le Protestantisme », in René Rémond, Forces religieuses et attitudes politiques dans la France contemporaine, Presses de Sciences Po, 1965, p.27-40.
- Yves Congar (dir.), Vocabulaire œcuménique, Paris, Éditions du Cerf, 1970
- (coll.) « Recherche du sens et attente du salut », in L. Kolakowski, Sadhu S. Dhami, R. Bastide, R. Mehl, Le Besoin religieux - Rencontres internationales de Genève (1973), Les Éditions de la Baconnière, Neuchâtel, 1974, p.204-221.
- (Article) Revue d'éthique et de théologie morale n° 143: Études sur la violence, Paris, Éditions du Cerf, 1982
- François Refoulé, Bernard Lauret (dir.), Initiation à la pratique de la théologie, 4. Éthique, Paris, Éditions du Cerf, 1983
- Religion, société et politique, Mélanges en hommage à Jacques Ellul, Paris, PUF, 1983
- Jean-Paul Willaime (dir.), Vers de nouveaux œcuménismes, Paris, Éditions du Cerf, 1989
- Jean-Paul Willaime (dir.), Strasbourg, Jean-Paul II et l'Europe, Paris, Éditions du Cerf, 1991
- Joseph Doré, Christoph Theobald (dir.), Penser la foi. Recherches en théologie aujourd'hui, Mélanges offerts à Joseph Moingt, Paris, Éditions du Cerf, 1993
- (Article) « Politique », avec Denis Müller, in Encyclopédie du protestantisme, p.1073-1090, Genève-Paris, Labor et Fides-Cerf, 1995/2006.